# Sydamerikanska inomhusmästerskapen i friidrott 2024
Sydamerikanska inomhusmästerskapen i friidrott 2024 arrangerades precis som tidigare två upplagor i Cochabamba i Bolivia mellan den 27 och 28 januari 2024. Det var den tredje upplagan av sydamerikanska inomhusmästerskapen i friidrott.

## Medaljörer

### Herrar
| Gren          | Guld                                                                     | Guld               | Silver                                                                | Silver                              | Brons                               | Brons                               |
| 60 meter      | Felipe Bardi dos Santos (BRA)                                            | 6,58 0MR0          | Aron Earl (PER)                                                       | 6,76 0NR0                           | David Vivas (VEN)                   | 6,78                                |
| 400 meter     | Elian Larregina (ARG)                                                    | 46,37 0MR0, 0NR0   | Lucas Vilar (BRA)                                                     | 47,33                               | Kelvis Padrino (VEN)                | 47,39                               |
| 800 meter     | José Antonio Maita (VEN)                                                 | 1.54,13            | Ryan López (VEN)                                                      | 1.54,56                             | Marco Antonio Vilca (PER)           | 1.55,04                             |
| 1 500 meter   | David Ninavia (BOL)                                                      | 3.56,65            | Guilherme Kurtz (BRA)                                                 | 4.00,38                             | Thiago André (BRA)                  | 4.00,54                             |
| 3 000 meter   | David Ninavia (BOL)                                                      | 8.26,73 0MR0, 0NR0 | Daniel Toroya (BOL)                                                   | 8.37,25                             | Juan González (BRA)                 | 8.45,05                             |
| 60 meter häck | Eduardo de Deus (BRA)                                                    | 7,58 =0=AR0        | Martín Saenz (CHI)                                                    | 7,66                                | Brayan Rojas (COL)                  | 7,74                                |
| 4 × 400 meter | Venezuela Javier Gómez Julio Rodríguez Kelvis Padrino José Antonio Maita | 3.11,41 0MR0       | Bolivia Mateo Bustamante Marcelo Pérez Ikenna Ibe-Akobi Nery Peñaloza | 3.17,98                             | Endast två startande lag            |                                     |
| Höjdhopp      | Fernando Ferreira (BRA)                                                  | 2,21 m             | Thiago Moura (BRA)                                                    | 2,15 m                              | Carlos Layoy (ARG)                  | 2,15 m                              |
| Stavhopp      | Ricardo Montes (VEN)                                                     | 5,20 m             | Endast en kvalificerad friidrottare                                   | Endast en kvalificerad friidrottare | Endast en kvalificerad friidrottare | Endast en kvalificerad friidrottare |
| Längdhopp     | Arnovis Dalmero (COL)                                                    | 8,06 m             | Emiliano Lasa (URU)                                                   | 8,00 m 0NR0                         | Lucas dos Santos (BRA)              | 7,92 m                              |
| Tresteg       | Leodan Torrealba (VEN)                                                   | 16,24 m            | Geiner Moreno (COL)                                                   | 16,22 m                             | Maximiliano Díaz (ARG)              | 16,00 m                             |
| Kulstötning   | Darlan Romani (BRA)                                                      | 21,10 m            | Nazareno Sasia (ARG)                                                  | 19,79 m                             | Welington Morais (BRA)              | 19,50 m                             |
| Sjukamp       | José Fernando Santana (BRA)                                              | 5 741 poäng        | Gerson Izaguirre (VEN)                                                | 5 644 poäng                         | Santiago Ford (CHI)                 | 5 623 poäng                         |

### Damer
| Gren          | Guld                                                             | Guld         | Silver                                                                | Silver      | Brons                                     | Brons                |
| 60 meter      | Vitória Cristina Rosa (BRA)                                      | 7,32         | Laura Martínez (COL)                                                  | 7,40        | Anais Hernández (CHI)                     | 7,41                 |
| 400 meter     | Tiffani Marinho (BRA)                                            | 53,47        | Noelia Martínez (ARG)                                                 | 55,59       | Tábata de Carvalho (BRA)                  | 56,35                |
| 800 meter     | María Pía Fernández (URU)                                        | 2.08,20 0MR0 | Berdine Castillo (CHI)                                                | 2.09,76     | Flavia de Lima (BRA)                      | 2.11,34              |
| 1 500 meter   | Anita Poma (PER)                                                 | 4.24,72 0MR0 | María Pía Fernández (URU)                                             | 4.27,48     | Benita Parra (BRA)                        | 4.39,33              |
| 3 000 meter   | Benita Parra (BOL)                                               | 10.05,90     | Tatiana Jahuira (BOL)                                                 | 11.02,14    | Endast två startande                      | Endast två startande |
| 60 meter häck | Ketiley Batista (BRA)                                            | 8,09 0MR0    | Vitoria Alves (BRA)                                                   | 8,55        | Millie Díaz (URU)                         | 8,82                 |
| 4 × 400 meter | Bolivia Cecilia Gómez Tania Guasace Valentina Rojas Mariana Arce | 3.52,49      | Uruguay Martina Coronato Millie Díaz María Pía Fernández Sofia Ingold | 4.09,39     | Endast två startande lag                  |                      |
| Höjdhopp      | Valdileia Martins (BRA)                                          | 1,85 m 0MR0  | María Isabel Arboleda (COL)                                           | 1,82 m      | Carla Ríos (BOL) · Arielly Monteiro (BRA) | 1,70 m               |
| Stavhopp      | Beatriz Chagas (BRA)                                             | 4,20 m 0MR0  | Isabel de Quadros (BRA)                                               | 4,00 m      | Endast två startande                      | Endast två startande |
| Längdhopp     | Lissandra Campos (BRA)                                           | 6,49 m       | Eliane Martins (BRA)                                                  | 6,49 m      | Natalia Linares (COL)                     | 6,32 m               |
| Tresteg       | Gabriele dos Santos (BRA)                                        | 14,04 m 0MR0 | Valeria Quispe (BOL)                                                  | 12,82 m     | Estrella Lobo (COL)                       | 12,81 m              |
| Kulstötning   | Ivana Gallardo (CHI)                                             | 17,74 m 0MR0 | Natalia Duco (CHI)                                                    | 16,63 m     | Endast två startande                      | Endast två startande |
| Femkamp       | Raiane Procópio (BRA)                                            | 3 624 poäng  | Tainara Mees (BRA)                                                    | 3 617 poäng | Ana Camila Pirelli (PAR)                  | 3 410 poäng          |

## Medaljtabell
*   Värdland ( Bolivia)
| Nr                  | Nation              | Guld | Silver | Brons | Totalt |
| ------------------- | ------------------- | ---- | ------ | ----- | ------ |
| 1                   | Brasilien           | 13   | 7      | 6     | 26     |
| 2                   | Bolivia*            | 4    | 4      | 3     | 11     |
| 3                   | Venezuela           | 4    | 2      | 2     | 8      |
| 4                   | Colombia            | 1    | 3      | 3     | 7      |
| 5                   | Chile               | 1    | 3      | 2     | 6      |
| 6                   | Uruguay             | 1    | 3      | 1     | 5      |
| 7                   | Argentina           | 1    | 2      | 2     | 5      |
| 8                   | Peru                | 1    | 1      | 1     | 3      |
| 9                   | Paraguay            | 0    | 0      | 1     | 1      |
| Totalt (9 nationer) | Totalt (9 nationer) | 26   | 25     | 21    | 72     |

## Deltagande nationer
Tio nationer deltog i mästerskapet.

- Argentina (9)
- Bolivia (35)
- Brasilien (35)
- Chile (11)
- Colombia (7)
- Panama (1)
- Paraguay (4)
- Peru (8)
- Uruguay (5)
- Venezuela (10)